# Tyrese Maxey
Tyrese Kendrid Maxey (Dallas, Texas, 4 de noviembre de 2000) es un baloncestista estadounidense que pertenece a la plantilla de los Philadelphia 76ers de la NBA. Con 1,88 metros de estatura, juega en la posición de base o escolta.

## Trayectoria deportiva

### Universidad

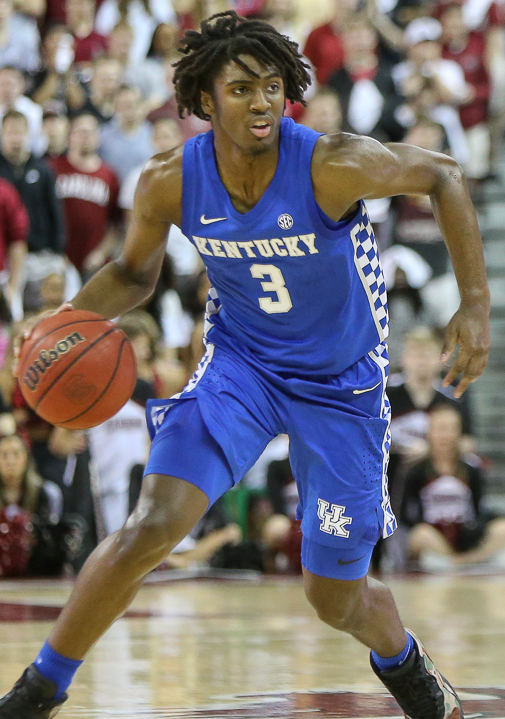
Tyrese Maxey con Kentucky en 2020.

Tras participar en su etapa de instituto en los prestigiosos McDonald's All-American Game, Jordan Brand Classic y Nike Hoop Summit, jugó una temporada con los Wildcats de la Universidad de Kentucky, en la que promedió 14 puntos, 4,3 rebotes y 3,2 asistencias por partido. Al término de la temporada, fue incluido en el segundo mejor quinteto de la Southeastern Conference y en el mejor equipo de rookies.
En abril de 2020 se declaró elegible para el Draft de la NBA, renunciando a los tres años de universidad que le quedaban.

#### Estadísticas
| Año     | Equipo   | PJ | PT | MPP  | %TC  | %3P  | %TL  | RPP | APP | ROB | TPP | PPP  |
| ------- | -------- | -- | -- | ---- | ---- | ---- | ---- | --- | --- | --- | --- | ---- |
| 2019–20 | Kentucky | 31 | 28 | 34.5 | .427 | .292 | .833 | 4.3 | 3.2 | .9  | .4  | 14.0 |

### Profesional
Fue elegido en la vigésimo primera posición del Draft de la NBA de 2020 por los Philadelphia 76ers. Debutó en la NBA el primer partido de la temporada, el 23 de diciembre de 2020 ante Washington Wizards anotando 6 puntos. En su primer encuentro como titular, el 9 de enero de 2021 ante Denver Nuggets anota 39 puntos. Siendo la anotación más alta para un novato en su primer partido como titular desde 1970, además de ser la más alta para un novato de los 76ers desde los 40 puntos de Allen Iverson en 1997.
Durante su segundo año en Philadelphia, el 11 de noviembre de 2021 ante Toronto Raptors anota 33 puntos. El 31 de enero de 2022, ante Memphis Grizzlies anotó también 33 puntos. El 4 de marzo otros 33 ante Cleveland Cavaliers. El 21 de marzo, anotó 28 puntos y guio la victoria del equipo ante Miami Heat. Ya en postemporada, el 16 de abril en el primer encuentro de primera ronda ante Toronto Raptors, anota 38 puntos.
En su tercer año, el 28 de octubre de 2022, anota 44 puntos ante Toronto Raptors.
Al comienzo de su cuarta temporada en Filadelfia, el 12 de noviembre de 2023, consigue 50 puntos ante Indiana Pacers. El 29 de diciembre anota 42 puntos ante Houston Rockets. El 1 de febrero de 2024 anota 51 puntos ante Utah Jazz. Ese mismo día se anunció su participación como suplente en el All-Star Game, siendo la primera nominación de su carrera. El 7 de abril consigue su mejor marca anotadora con 52 puntos ante San Antonio Spurs. Al término de la temporada regular le fue otorgado el premio al Jugador Más Mejorado, y el de Jugador Más Deportivo. Ya en postemporada, el 30 de abril en el quinto encuentro de primera ronda ante New York Knicks, anotó 46 puntos.
En julio de 2024 acuerda una extensión de contrato con los Sixers, por cinco años y $204 millones. Al inicio de su quinto año en Philadelphia, el 27 de octubre de 2024 ante Indiana Pacers, anota 45 puntos. El 16 de diciembre anota 40 puntos ante Charlotte Hornets. El 28 de enero de 2025 anota 43 puntos ante Los Angeles Lakers. El 31 de enero anota 42 puntos ante Denver Nuggets.

## Estadísticas de su carrera en la NBA

### Temporada regular
| Año      | Equipo       | PJ  | PT  | MPP  | %TC  | %3P  | %TL   | RPP | APP | ROB | TPP | PPP  |
| -------- | ------------ | --- | --- | ---- | ---- | ---- | ----- | --- | --- | --- | --- | ---- |
| 2020-21  | Philadelphia | 61  | 8   | 15.3 | .462 | .301 | .871  | 1.7 | 2.0 | .4  | .2  | 8.0  |
| 2021-22  | Philadelphia | 75  | 74  | 35.3 | .485 | .427 | .866  | 3.2 | 4.3 | .7  | .4  | 17.5 |
| 2022-23  | Philadelphia | 60  | 41  | 33.6 | .481 | .434 | .845  | 2.9 | 3.5 | .8  | .1  | 20.3 |
| 2023-24  | Philadelphia | 70  | 70  | 37.5 | .450 | .373 | .868  | 3.7 | 6.2 | 1.0 | .5  | 25.9 |
| 2024-25  | Philadelphia | 52  | 52  | 37.7 | .437 | .337 | .879  | 3.3 | 6.1 | 1.8 | .4  | 26.3 |
| Total    | Total        | 318 | 245 | 32.0 | .461 | .381 | .866  | 3.0 | 4.4 | .9  | .3  | 19.5 |
| All-Star | All-Star     | 1   | 0   | 17.0 | .600 | .500 | 1.000 | 3.0 | 3.0 | .0  | .0  | 10.0 |

### Playoffs
| Año   | Equipo       | PJ | PT | MPP  | %TC  | %3P  | %TL  | RPP | APP | ROB | TPP | PPP  |
| ----- | ------------ | -- | -- | ---- | ---- | ---- | ---- | --- | --- | --- | --- | ---- |
| 2021  | Philadelphia | 12 | 0  | 13.0 | .439 | .333 | .636 | 1.8 | 1.3 | .3  | .5  | 6.3  |
| 2022  | Philadelphia | 12 | 12 | 40.4 | .484 | .377 | .940 | 3.5 | 3.9 | .8  | .2  | 20.8 |
| 2023  | Philadelphia | 11 | 11 | 38.5 | .427 | .400 | .903 | 4.8 | 2.3 | 1.4 | .5  | 20.5 |
| 2024  | Philadelphia | 6  | 6  | 44.6 | .478 | .400 | .893 | 5.2 | 6.8 | .8  | .3  | 29.8 |
| Total | Total        | 41 | 29 | 32.5 | .458 | .389 | .870 | 3.6 | 3.1 | .8  | .4  | 17.8 |